# Каракачанско куче
Каракачанското куче (на английски: Karakachan dog) е характерно овчарско куче на България. То е едно от най-старите кучета за охрана на стада селскостопански животни в Европа. В България кучето се назовава и със своите синоними – Овчарско куче, Чобанско куче, Вълкодав, Влашко куче. В специализирани публикации е известно също и под синоними Тракийски молос, Karakachan Dog, Karakatschan Hund, Chien Karakatchan, Thracian Mollos.

## За породата
Каракачанското куче е местна порода с древен произход, отглеждана с цел охрана на стада селскостопански животни от хищници и крадци. Породата е съхранена до днес благодарение на консервативните животновъдни традиции на каракачаните овцевъди по нашите земи, мигриращи всеки сезон между равнините и планините. Формирането и започва още от автохтонното население на Балканския полуостров – траките, които Херодот описва като вещи животновъди, а Тракия нарича „майка на овце“. Овцевъдството още от зараждането си е било немислимо без използване на специално селекционирани кучета за охрана от нападенията на едри хищници и разбойници. Исторически, развитието на каракачанското куче протича успоредно с това на охраняваните от него цакелски породи овце. Най-чистата и първична форма на цакелските овце, оцеляла до днес, е черната Каракачанска овца.
След насилственото прекратяване на сезонните миграции на стадата в средата на ХХ век, каракачанското куче е запазено благодарение на активното му използване и развъждане от редица родове потомствени животновъди, българи, българомохамедани, каракачани, основно в планинските райони на страната, чийто основен поминък е овцевъдството. В периода на социалистическите кооперативни стопанства породата продължава успешно да изпълнява изконните си функции по охрана на стадата. Но след ликвидацията на големите овцевъдни кооперативи през 1991 г. и поголовното редуциране на числеността на овцете в България нуждата от куче пазач на стада значително намалява. В началото на 90-те години на ХХ век ликвидацията на ТКЗС и АПК оставя много каракачански кучета без работа. Принудени да се скитат около бившите стопанства, те биват отстрелвани безмилостно от местни ловни дружинки. Именно в този период отделни любители осъзнават критичното състояние на породата и започват целенасочено да издирват качествени екземпляри и да ги развъждат. Това е повратна точка, след която постепенно интересът към породата започва да се възражда.
До този момент развъдният процес се е извършвал с изключителен усет от овчарите, като водещ признак при своеобразната народна селекция са били работните качества на кучето. Същевременно в екстериора на кучето се е въплъщавал собственият им идеал за красота – овчарите предпочитали здрави, дългокосмести, респектиращи екземпляри. Съществена роля върху развитието на породата е изиграло и влиянието на средата. На дългите преходи през пресечен терен, оскъдната храна, честите схватки с хищници в планините са устоявали само най-приспособените, най-силните и най-находчивите екземпляри.
Първите специализирани проучвания на породата се извършват през 30-те години на ХХ век. В статия за немско киноложко списание Peters прави първото описание на породата и нейното използване. Нужно е да се отбележи, че в работата си авторът описва каракачански кучета, които среща в Централни Родопи. Същевременно лично отглежда такива кучета в Царската зоологическа градина в София и наблюдава физическото им развитие и поведенчески особености. В статията си Peters ги именува „Karakatschan hund" (каракачанско куче) поради факта, че с това име са били известни сред хората в България, а също и защото е срещнал най-типичните представители при каракачани номади, стануващи на лятна паша в Родопите. Това е първият литературен източник, описващ подобен тип куче на Балканите.
Първото по-обстойно обследване на аборигенната популация е извършено от д-р Т. Гайтанджиев през 40-те години на XX век. На основата на него той изработва първия стандарт на породата. Поради ред бюрократични причини този стандарт не е приет и не се започва систематична селекционна работа с породата.
От края на 80-те години на ХХ век със съхраняването на породата се ангажират предимно ентусиазирани любители и специалисти, които успяват да съберат запазени в чистопородно състояние екземпляри от различни райони на страната 
Създават се обединения на любители на породата и започва по-системна развъдна работа. С цел съхраняване на оригиналния тип и работни качества на каракачанското куче се учредява и развъдна асоциация – Международна асоциация каракачанско куче (МАКК), с утвърден Стандарт на породата и Правилник за селекция и развъждане.
Основен метод, приет от асоциацията, е чистопородно линейно развъждане. Това, от своя страна, дава възможност за съхраняване във времето на жизнена и пластична популация по отношение на различни екологични хабитати и ползвателни изисквания на животновъдите.
През 2005 г. каракачанското куче е първата автохтонна българска порода, призната от Държавната комисия по породи животни към Министерство на земеделието и храните. Вследствие е издаден сертификат № 10675/04.04.2006 г. на Патентното ведомство на Република България. Каракачанското куче е включено като автохтонна порода в каталог „Породи селскостопански животни в България“.
От края на 90-те години на ХХ век каракачанското куче започва да придобива все по-голяма популярност извън България. Породата е включена в редица специализирани публикации, касаещи кучета-пазачи на стада, издадени в Европа и САЩ. От 2004 г. породата е интродуцирана сред фермерите в САЩ и бързо придобива реноме на изключително ефективно куче за охрана на домашните животни от нападения на едри хищници – вълк, койот, черна мечка, гризли. Заради своите отлични работни качества каракачанското куче измества във фермите традиционно използвани в миналото породи като Пиренейско планинско куче, Марема, Комондор.

## Линии в автохтонната порода „каракачанско куче“
Описани са 25 броя мъжки Каракачански кучета, основоположници на най-важните генеалогични линии в съвременната развъдна дейност с породата. Освен тях са известни и други съществували в миналото линии, но поради неуспешна развъдна работа или поради кръстосване с други породи те нямат решаващо значение за съвременното чистопородно развъждане на каракачанското куче.
| Основоположник       | Цвят                    | Косъм        | Опашка              | Произход                                 |
| -------------------- | ----------------------- | ------------ | ------------------- | ---------------------------------------- |
| Арап                 | черно-грив              | дългокосмест | нормална опашка     | Белово, Рила                             |
| Бомбата              | бяло-черно              | късокосмест  | нормална опашка     | Богдан, Карловско, Средна гора           |
| Бурен                | черно-грив              | късокосмест  | нормална опашка     | Орехово, Централни Родопи                |
| Гаро                 | рижо-грив               | дългокосмест | нормална опашка     | Добринище, Пирин                         |
| Горан                | бяло-черно              | дългокосмест | нормална опашка     | Каратепе, Западни Родопи                 |
| Генчо                | рижо-грив               | късокосмест  | нормална опашка     | Костенец, Рила                           |
| Караман (Пчелинския) | сиво-бял                | дългокосмест | нормална опашка     | Костенец, Рила                           |
| Караман              | черно-грив              | дългокосмест | нормална опашка     | Триград, Западни Родопи                  |
| Китан                | бяло-черно с трети цвят | дългокосмест | вродена къса опашка | Големо село, Дупнишко, Рила              |
| Кашо                 | бяло-черно с трети цвят | дългокосмест | вродена къса опашка | Самоков, Рила                            |
| Мартьо               | бяло-черно              | късокосмест  | нормална опашка     | Светослав, Източни Родопи                |
| Мечо (на Драганов)   | черно-грив              | дългокосмест | нормална опашка     | Доспат, Западни Родопи                   |
| Мечо                 | черно-грив              | дългокосмест | нормална опашка     | Мулдава, Асеновградско, Централни Родопи |
| Мечо (Бурикане)      | жълто-грив              | дългокосмест | нормална опашка     | Якоруда, Рила                            |
| Мечо Караборун       | черно-грив              | дългокосмест | нормална опашка     | Баш Мандра, Централни Родопи             |
| Мурад (Беловеца)     | черно-грив              | късокосмест  | нормална опашка     | Белово, Рила                             |
| Мурджо (Бубайко)     | бяло-черно              | дългокосмест | нормална опашка     | Тополово, Централни Родопи               |
| Рекси                | рижо-грив               | късокосмест  | вродена къса опашка | Бодрово, Средна гора                     |
| Стойчо               | бяло-черно              | дългокосмест | нормална опашка     | Баш Мандра, Централни Родопи             |
| Чакър                | кафяво-сиво-грив        | дългокосмест | нормална опашка     | Чепеларе, Централни Родопи               |
| Черньо               | черно-грив              | дългокосмест | нормална опашка     | Доспат, Западни Родопи                   |
| Шабан                | бяло-черно              | дългокосмест | нормална опашка     | Велинградско, Западни Родопи             |
| Шабан на Калинката   | бяло-сиво               | дългокосмест | нормална опашка     | Момин Проход, Рила                       |
| Шаро Пепеленовия     | бяло-сиво               | късокосмест  | нормална опашка     | Якоруда, Източна Рила                    |
| Янко (Голия)         | бяло-сиво               | късокосмест  | нормална опашка     | Костенец, Рила                           |

## Характеристики на каракачанското куче
Смело, интелигенто, с уравновесен и независим характер, недоверчиво към непознати, отличен пазач на повереното му стадо и имущество. Изключително предано на стопанина си куче. Непретенциозно по отношение на атмосферни условия и хранене. Движенията му са свободни и мощни, с широка крачка. Кучето без проблеми трябва да може да изминава големи разстояния.
Каракачанското куче е средно на ръст, с масивно (но не грубо), хармонично развито, с мощна мускулатура тяло.
Главата е с масивен и широк череп, със съвсем леко заоблено чело, плитка челна бразда и слабо изразен окципитален израстък. Надочните дъги са слабо развити, а преходът от лицев към мозъчен дял (стоп) е плавен и в никакъв случай рязък.
Според развитието на лицевия дял на главата, при каракачанското куче могат да се разграничат 3 вътрепородни типа: кучета с тежка муцуна (молосоиден тип), кучета с лека муцуна (лупоиден тип) и междинен тип кучета.  И при трите типа муцуната е масивна, съвсем леко стесняваща се от основата към върха (по-изразено при лупоидния тип) и завършва с голяма и добре пигментирана носна гъба, с широки ноздри. Дължината ѝ е средно около 45% от цялата дължина на главата. Бърните са дебели и прилепнали, с добра пигментация, като горната устна покрива долната, но без провисналости (влажни устни), дори и при типа кучета с тежка муцуна. Челюстите са силни, като е желателно зъбите да са големи, бели, правилно подредени и в пълен комплект – 42 броя, а захапката е ножична или клещовидна. Обратната захапка, с отстояние повече от 3 мм, се счита за много тежък недостатък.
Очите са малки, за предпочитане бадемовидни, дълбоко и косо поставени, с леко по-високо стоящи латерални ъгли, за предпочитане с тъмен цвят. По-светъл цвят е характерен само при рижите по окраска кучета. Мрачен, самоуверен поглед, излъчващ интелект и твърдост. Клепачите са добре пигментирани и плътно прилепнали към очната ябълка. Всякаква провисналост на долния клепач е недостатък. Ушите са сравнително малки, V-образни, със заоблени върхове, поставени на нивото на очите и плътно прилегнали към черепа. Високите и недобре прилегнали уши са нежелани. Сериозен недостатък и нетипични за каракачанското куче са големите, тежко висящи, дебели и месести уши.
Шията е много мощна, здраво свързана с главата и трупа, със суха кожа, която е възможно да образува единствено слабо развит гердан надлъжно по вентралната част. Особено при мъжките кучета козината по шията е много дълга и гъста, и образува ефектна „грива“.
Каракачанското куче е с леко удължен формат, като тази особеност е по-изразена при женските екземпляри. Гърбът е прав с добре развита холка, замускулен, с права, широка и добре развита поясница, открояваща се над гръбната линия, здрава, широка и леко скосена крупа. При женските екземпляри се наблюдава съвсем лека надстроеност (височината при крупата е леко по-голяма от височината при холката). Гръдният кош е широк и с достатъчна дълбочина – поне до нивото на лакътя, без да е бъчвообразен. Коремът е замускулен и стегнат, но не е прекалено прибран.
Опашката на каракачанското куче е дълга до нивото на скакателните стави или вродено скъсена (гуджук, полугуджук), сравнително високо поставена. Когато я има, е дебела и много добре окосмена. При покой е отпусната, като при някои екземпляри завършва с навит на кука край. При възбуда опашката се носи над нивото на гръбната линия, навита сърпообразно или на колело. Правата опашка във възбудено състояние е силно нежелана.
Крайниците на каракачанското куче са масивни, успоредни по между си и умерено заъглени, като за задните крайници са характерни леко по-изправените стави. По предната страна крайниците са покрити с по-къс и прилепнал, а по задната страна с по-дълг и груб косъм. Лапите са големи, закръглени, със здрави, за предпочитане пигментирани възглавнички, добре окосмени между пръстите. Често се срещат един или два допълнителни пръста на задните лапи. Ноктите са здрави и за предпочитане тъмни на цвят.
Козината на каракачанското куче е два типа – дългокосместа, с дължина на покривния косъм над 12 cm и късокосместа с дължина на покривния косъм до 12 cm. Характеризира се с прав и твърд покривен косъм и обилен подкосъм. На цвят космената покривка бива двуцветна или трицветна, като спрямо вида и положението на пигментираните участъци тя може да бъде на петна (по голяма част от козината е бяла) или така наречената „гривеста“ (преобладават пигментираните области). При всички разцветки на козината носната гъба и ръбовете на клепачите са черни. Изключение прави така наречената рижобяла окраска, при която цветът на носната гъба и ръбовете на клепачите е кафяв.